# Lijst van rijksmonumenten in Muiderberg
De plaats Muiderberg telt 17 inschrijvingen in het rijksmonumentenregister. Hieronder een overzicht.
| Object                                                              | Oorspronkelijke functie?  | Bouwjaar              | Architect       | Locatie                                       | Coördinaten?                 | Nr.?   | Afbeelding                                                          |
| ------------------------------------------------------------------- | ------------------------- | --------------------- | --------------- | --------------------------------------------- | ---------------------------- | ------ | ------------------------------------------------------------------- |
| Joodse begraafplaats                                                | Begraafplaats en -onderdl | 1640                  |                 | Googweg 6                                     | 52° 19' 35" NB, 5° 6' 31" OL | 30135  | Meer afbeeldingen                                                   |
| Boerderij "Berghuis"                                                | Boerderij                 | 18e eeuw              |                 | Brink 31                                      | 52° 19' 39" NB, 5° 6' 49" OL | 30136  | Boerderij "Berghuis"                                                |
| Gepleisterd rechthoekig gebouwtje                                   | Woonhuis                  | tweede kwart 19e eeuw |                 | Dijkweg 1                                     | 52° 20' 19" NB, 5° 5' 29" OL | 30137  | Meer afbeeldingen                                                   |
| Lage gepleisterde woning, zadeldak in topgevels eindigend           | Woonhuis                  | 18e eeuw              |                 | Flevolaan 1                                   | 52° 19' 38" NB, 5° 6' 52" OL | 30138  | Lage gepleisterde woning, zadeldak in topgevels eindigend           |
| De Onrust                                                           | Industrie- en poldermolen | 1809                  |                 | Boezemkade 1                                  | 52° 18' 54" NB, 5° 5' 30" OL | 30103  | Meer afbeeldingen                                                   |
| Ned.Herv.Kerk                                                       | Kerk en kerkonderdeel     | 15e eeuw              |                 | Kerkpad 1a                                    | 52° 19' 44" NB, 5° 6' 51" OL | 30139  | Meer afbeeldingen                                                   |
| Joodse begraafplaats, aula                                          | Begraafplaats en -onderdl | 1933                  | Harry Elte Phzn | Googweg 6                                     | 52° 19' 30" NB, 5° 6' 32" OL | 511939 | Meer afbeeldingen                                                   |
| Metaheerhuis (Muiderberg)                                           | Begraafplaats en -onderdl | 1933                  | Harry Elte Phzn | Googweg 6                                     | 52° 19' 33" NB, 5° 6' 25" OL | 511940 | Meer afbeeldingen                                                   |
| Grafteken voor de familie Groen van Waarder                         | Begraafplaats en -onderdl | 1882                  |                 | Googweg 6                                     | 52° 19' 41" NB, 5° 7' 9" OL  | 511948 | Meer afbeeldingen                                                   |
| Flevorama                                                           | Woonhuis                  | ca. 1885              |                 | Nienhuis Ruyskade 1                           | 52° 19' 45" NB, 5° 7' 17" OL | 511949 | Meer afbeeldingen                                                   |
| Echomuur                                                            | Tuin, park en plantsoen   | ca 1875-1900          |                 | in het Echobos                                | 52° 19' 41" NB, 5° 6' 37" OL | 511950 | Meer afbeeldingen                                                   |
| Boschlust                                                           | Horeca                    | ca. 1900              |                 | Brink 25                                      | 52° 19' 37" NB, 5° 6' 44" OL | 511951 | Boschlust                                                           |
| Amelia                                                              | Woonhuis                  | 1889                  |                 | Brink 5                                       | 52° 19' 35" NB, 5° 6' 58" OL | 511952 | Amelia                                                              |
| Het Rechthuis                                                       | Kasteel, buitenplaats     | 1700-1800             |                 | Googweg 1                                     | 52° 19' 33" NB, 5° 6' 45" OL | 511953 | Meer afbeeldingen                                                   |
| Nieuwe Hollandse Waterlinie Cluster 1. Groepsschuilplaatsen Type P. | Bomvrij militair object   | 1939-1940             |                 |                                               | 52° 19' 22" NB, 5° 6' 52" OL | 531316 | Nieuwe Hollandse Waterlinie Cluster 1. Groepsschuilplaatsen Type P. |
| V.I.S.-Kazemat.                                                     | Kazemat                   | 1939-1940             |                 |                                               | 52° 19' 16" NB, 5° 6' 45" OL | 531317 | V.I.S.-Kazemat.                                                     |
| Tankversperring met duiker en tetraëders.                           | Versperring               | 1939-1940             |                 |                                               | 52° 19' 32" NB, 5° 7' 39" OL | 531318 | Tankversperring met duiker en tetraëders.                           |
| Tankversperring met tetraëders.                                     | Versperring               | 1939-1940             |                 |                                               | 52° 19' 21" NB, 5° 7' 23" OL | 531319 | Tankversperring met tetraëders.                                     |
| Nieuwe Hollandse Waterlinie Cluster 2. Groepsschuilplaatsen type P. | Bomvrij militair object   |                       |                 | Weesperbinnenweg bij 7 en Zuidpolderweg bij 4 | 52° 19' 12" NB, 5° 5' 48" OL | 531323 | Nieuwe Hollandse Waterlinie Cluster 2. Groepsschuilplaatsen type P. |
| V.I.S.-Kazematten.                                                  | Kazemat                   |                       |                 |                                               | 52° 19' 16" NB, 5° 3' 49" OL | 531324 | Upload foto                                                         |
| Tankversperring met tetraëders.                                     | Versperring               |                       |                 | aan/op Oostzeedijk                            | 52° 20' 22" NB, 5° 4' 37" OL | 531325 | Tankversperring met tetraëders.                                     |
| Tetraëders en restant van Tankversperring.                          | Bomvrij militair object   |                       |                 |                                               | 52° 18' 53" NB, 5° 5' 39" OL | 531326 | Tetraëders en restant van Tankversperring.                          |
| Restant van Gietstalen Koepelkazemat type G.                        | Kazemat                   |                       |                 |                                               | 52° 19' 12" NB, 5° 3' 52" OL | 531327 | Restant van Gietstalen Koepelkazemat type G.                        |
| Duiker no.2.                                                        | Bomvrij militair object   |                       |                 |                                               | 52° 19' 33" NB, 5° 3' 55" OL | 531329 | Upload foto                                                         |

## Voormalig rijksmonument
| Object                                    | Oorspronkelijke functie? | Bouwjaar  | Architect | Locatie                 | Coördinaten?                 | Nr.?   | Afbeelding                               |
| ----------------------------------------- | ------------------------ | --------- | --------- | ----------------------- | ---------------------------- | ------ | ---------------------------------------- |
| Mitrailleurkazemat "Hakkelaarsbrug Noord" | Kazemat                  | 1931      |           | bij Hakkelaarsbrug      | 52° 19' 20" NB, 5° 6' 40" OL | 511945 | Upload foto                              |
| Mitrailleurkazemat "Hakkelaarsbrug Zuid"  | Kazemat                  | 1931      |           | De Goog bij 3           | 52° 18' 53" NB, 5° 5' 45" OL | 511946 | Mitrailleurkazemat "Hakkelaarsbrug Zuid" |
| Voormalige tankhindernis                  | Versperring              | 1939-1940 |           | aan/op IJsselmeerdijk   | 52° 19' 25" NB, 5° 7' 15" OL | 511954 | Upload foto                              |
| Tankhindernis met inundatievoorziening    | Versperring              | 1939-1940 |           | in zomerkade Muiderberg | 52° 19' 40" NB, 5° 3' 33" OL | 511956 | Upload foto                              |